# Боно, Мэри
Мэри Боно (урождённая Уитакер, ранее Мэри Боно Мак, родилась 24 октября 1961 года) — американский политик, бизнесвумен и лоббист, представлявшая интересы Палм-Спрингс и большей части центрального и восточного округа Риверсайд, штат Калифорния, в Палате представителей США с 1998 по 2013 год.
Член Республиканской партии, Боно впервые была избрана в Конгресс в 1998 году в качестве замены своего покойного мужа Сонни Боно, который умер при исполнении служебных обязанностей несколькими месяцами ранее. Она входила в состав Комитета по энергетике и торговле и была председателем подкомитета по коммерции, производству и торговле. В 1998 году Боно входила в состав Судебного комитета Палаты представителей, который утвердил статьи импичмента президента Билла Клинтона. Боно была членом Конгресса до тех пор, пока не проиграла кампанию по переизбранию в 2012 году.
В марте 2013 года Боно стала старшим вице-президентом вашингтонской фирмы Faegre Baker Daniels Consulting, занимающейся федеральными делами. В 2018 году она основала консалтинговую фирму по политическим вопросам Integritas by Bono.

## Ранние годы и образование
Мэри Уитакер родилась в Кливленде, штат Огайо, в семье химика Карен Ли (урождённой Тейлор) и врача Клея Вестерфилда Уитакера, ветерана Второй мировой войны. В 1963 году семья переехала в Саут-Пасадину, штат Калифорния. В 1979 году окончила среднюю школу Саут-Пасадины, а в 1984 году — Университет Южной Калифорнии, получив степень бакалавра искусств по истории искусств. В юности Уитакер была успешной гимнасткой и работала официанткой, когда ей было чуть за двадцать.
В 1986 году Уитакер вышла замуж за певца, актёра и политика Сонни Боно. Они переехали в Палм-Спрингс, Калифорния, где Сонни Боно занимал пост мэра с 1988 по 1992 год, а затем был избран в Палату представителей США от республиканцев в 1994 году. Конгрессмен погиб в результате несчастного случая на лыжах 5 января 1998 года во время второго срока в Конгрессе, оставив вакантным место в Палате представителей, на которое впоследствии претендовала Мэри Боно.

## Карьера

### Палата представителей США

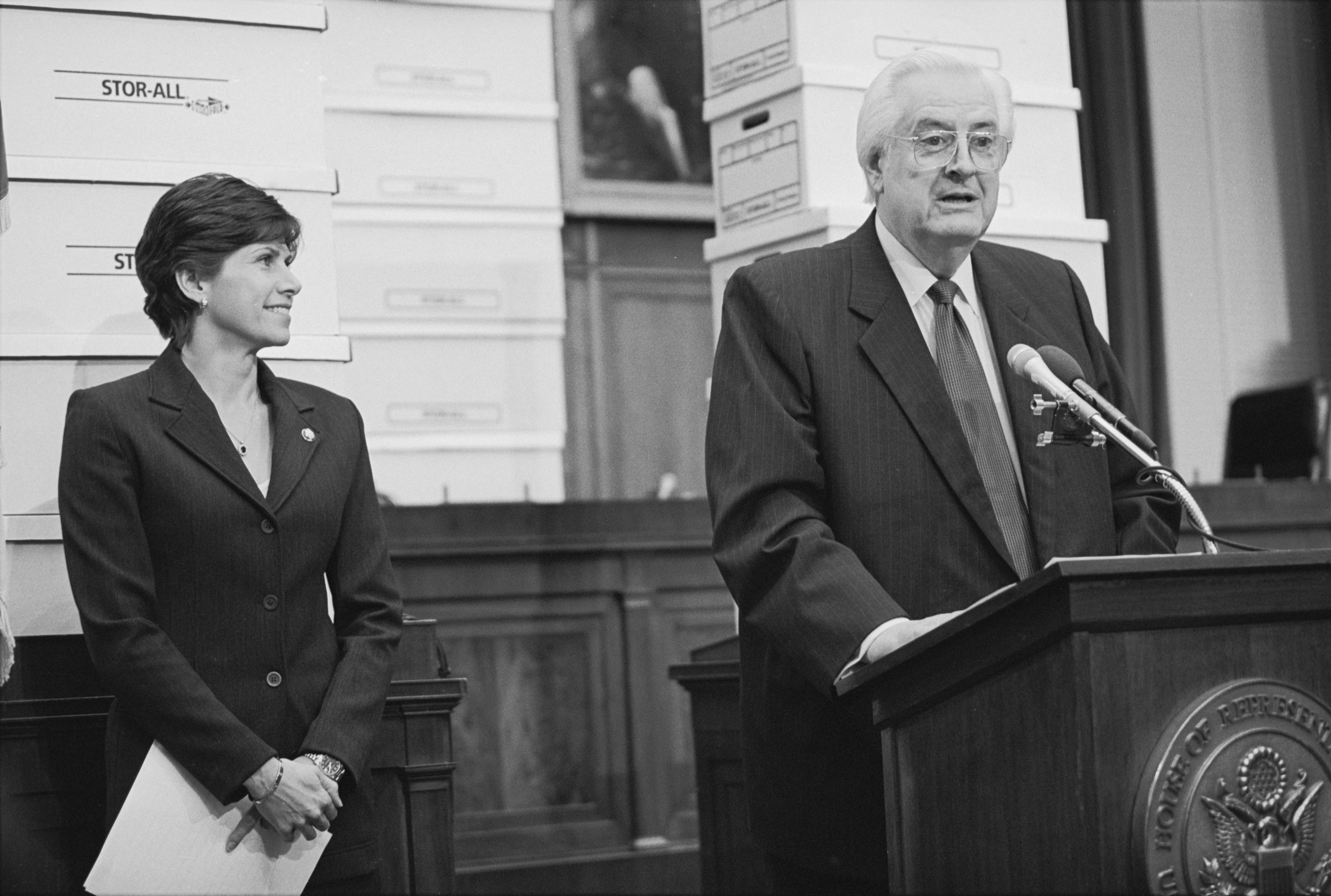
Мэри Боно с Генри Хайдом во время пресс-конференции по делу об импичменте Билла Клинтона.

В 1998 году Мэри Боно выиграла выдвижение от республиканцев на внеочередных выборах, чтобы сменить на этом посту своего покойного мужа в тогдашнем 44-м избирательном округе Калифорнии. Впоследствии она была избрана в Конгресс 7 апреля 1998 года. 3 ноября 1998 года она получила мандат на полный срок.
В том же году Боно была включена в состав Судебного комитета Палаты представителей руководством республиканцев в преддверии рассмотрения процедуры импичмента президента Клинтона, став, таким образом, единственной женщиной-республиканкой в комитете во время расследования импичмента Билла Клинтона. Боно проголосовала в соответствии с партийной линией по всем четырём предложениям об импичменте как в комитете, так и на заседании Палаты представителей, несмотря на то что другие умеренно настроенные члены Палаты представителей от республиканцев проголосовали против статей II, III и IV. Работа Боно в Судебной комиссии Палаты представителей значительно повысила её национальную известность.
Боно заседала в Конгрессе 15 лет. В 2011 году её законопроект, H.R. 2715,  был подписан в закон при двухпартийной поддержке, чтобы изменить и улучшить закон «О повышении безопасности потребительских товаров» 2008 года. Дочь ветерана, Боно также сыграла ключевую роль в создании клиник для ветеранов в Блайте и Палм-Дезерт, Калифорния. В декабре 2010 года она была одним из пятнадцати членов Палаты представителей от Республиканской партии, проголосовавших за отмену запрета для военнослужащих США «Не спрашивай, не говори», касающегося открыто гомосексуальных военнослужащих.  

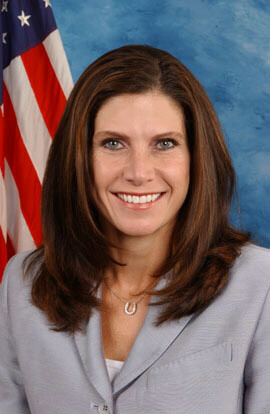
Официальный портрет

После переписи населения 2010 года округ Боно был перенумерован в 36-й округ и стал несколько более демократичным и латиноамериканским, чем его предшественник.  В итоге кандидат от демократов, врач Рауль Руис, обошёл её, набрав 53 процента голосов против 47,1 процента у Боно.
В 2013 году Боно подписала свидетельство amicus curiae, представленное в Верховный суд в поддержку однополых браков во время рассмотрения дела Hollingsworth v. Perry.

#### Назначения в комитетах
- Комитет по энергетике и торговле
  - Подкомитет по коммерции, производству и торговле (председатель)
  - Подкомитет по коммуникациям и технологиям
  - Подкомитет по окружающей среде и экономике
- Комитет Палаты представителей США по вооружённым силам
- Комитет Палаты представителей США по вопросам судопроизводства
- Комитет Палаты представителей США по малому бизнесу

Боно была председателем подкомитета по коммерции, производству и торговле Комитета Палаты представителей по энергетике. Этот комитет обсуждает законодательство, связанное с интеллектуальной собственностью, телекоммуникациями, энергетикой и здравоохранением. Она стала первой женщиной-республиканкой, возглавившей этот подкомитет.
Она была сопредседателем собрания фракции Конгресса по злоупотреблению отпускаемыми по рецепту препаратами. В 2012 году она сформировала и возглавила Комитет по женской политике Палаты представителей, в который вошли 24 женщины-республиканки из 17 штатов.

### Карьера после ухода из Конгресса
В марте 2013 года Боно стала старшим вице-президентом в вашингтонской фирме Faegre Baker Daniels Consulting, занимающейся федеральными делами.
В июне 2013 года группа ведущих телекоммуникационных компаний объявила о создании Коалиции за конфиденциальность XXI века, которая занимается обновлением законов США о конфиденциальности и безопасности данных. Мэри Боно и Джон Лейбовиц, бывший председатель Федеральной торговой комиссии, были назначены сопредседателями коалиции.
В августе 2013 года Боно была участницей дискуссии на мероприятии National Journal Women 2020. На этом мероприятии она обсудила вопросы гендерного неравенства и свой профессиональный опыт как женщины в Конгрессе
В октябре 2018 года, после скандала с сексуальным насилием в Университет штата Мичиган, Боно была назначена временным президентом и главным исполнительным директором USA Gymnastics. Однако через четыре дня она подала в отставку после критики в отношении её предыдущей должности лоббиста USA Gymnastics на фоне обеспокоенности общественности тем, что она закрасила логотип Nike на своих кроссовках в знак протеста против поддержки компанией Nike квотербека НФЛ Колина Каперника.

## Благотворительность
После посещения лекции ставшего филантропом альпиниста Грега Мортенсона, Боно начала сотрудничать с ним, чтобы помочь ему в строительстве школ для девочек в горных районах Пакистана. Боно цитируется в книге Мортенсона «Три чашки чая»: «О первопричинах терроризма я больше узнала от Грега Мортенсона, чем во время всех наших брифингов на Капитолийском холме».

## Личная жизнь
В марте 1986 года она вышла замуж за актёра и певца Сонни Боно. Чета Боно переехала в Палм-Спрингс, где владели и управляли рестораном. Сонни Боно занимал пост мэра Палм-Спрингс с 1988 по 1992 год, а в 1994 году был избран в Конгресс. У Боно было двое детей: Чезаре и Чианна. Сонни Боно погиб 5 января 1998 года в результате несчастного случая на лыжах.
После смерти Сонни Боно в 1998 году Боно начала встречаться с Брайаном Праутом, барабанщиком кантри-группы Diamond Rio.  Они обручились в 2001 году, но так и не поженились.
В 2001 году Боно вышла замуж за бизнесмена из Вайоминга Гленна Бэксли примерно через 18 месяцев после их знакомства в Мексике. Они подали на развод в 2005 году.
15 декабря 2007 года Боно вышла замуж за конгрессмена Конни Мака IV (республиканец от Флориды) в Ашвилле, Северная Каролина. В мае 2013 года пара объявила, что рассталась по обоюдному согласию. В том же году они развелись.
В сентябре 2015 года Боно вышла замуж за бывшего астронавта и отставного контр-адмирала ВМС Стивена С. Освальда.